# Kletyck
Kletyck (ukr. Клітицьк) – wieś na Ukrainie w rejonie koszyrskim obwodu wołyńskiego.